# Tolisavac
Tolisavac (Servisch cyrillisch Толисавац) is een plaats in de Servische gemeente Krupanj. De plaats telt 667 inwoners (2002).